# Kanton Angers-Centre
Der Kanton Angers-Centre war 1790 bis 2015 ein französischer Wahlkreis im Arrondissement Angers, im Département Maine-et-Loire und in der Region Pays de la Loire.
Der Kanton bestand aus einem Teil der Stadt Angers und hatte 35.190 Einwohner (Stand 2012).